# Manuel Joël

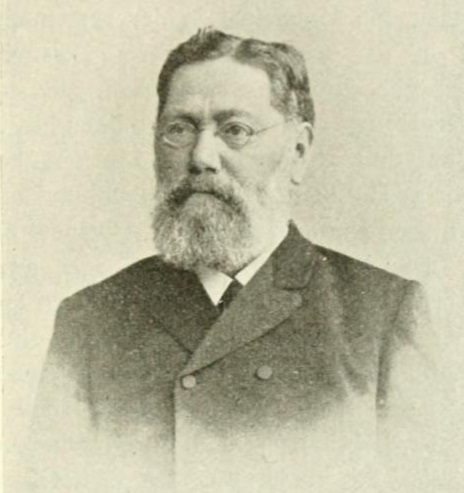
Manuel Joël

Manuel [Sacharja Menachem] Joël (geboren am 19. Oktober 1826 in Birnbaum, heute Międzychód; gestorben am 3. November 1890 in Breslau) war ein jüdischer Gelehrter und Rabbiner.

## Leben
Manuel Joël, Sohn des Rabbiners Heimann (Chaim) Joël und Bruder der Rabbiner David und Hermann und Onkel des späteren Baseler Philosophen Karl Joel, besuchte die Volksschule in Skwierzyna (Schwerin an der Warthe.) Mit 13 Jahren erhielt er Unterricht bei seinem Vater und seinen älteren Brüdern David und Herrmann. Mit 17 Jahren ging er als Privatlehrer nach Posen. Ab 1845 besuchte er das dortige Gymnasium. Im März 1849 legte er die Reifeprüfung in Berlin ab.
Ab März 1849 studierte an der Universität Berlin klassische Philologie und Philosophie sowie jüdische Wissenschaften. Hier gelangte er unter den Einfluss von Leopold Zunz und Michael Sachs. 1852 bestand er das Oberlehrerexamen, 1853 promovierte er an der Universität Halle mit einer Abhandlung zu Aristoteles’ Lehre vom Willen zum Dr. phil. Er kam 1854 als  Dozent für Klassische Sprachen, Religionsphilosophie und Homiletik an das neu errichtete Jüdisch-Theologische Seminar in Breslau. 1863 wurde er als Nachfolger von Abraham Geiger zum Rabbiner der dortigen liberalen Gemeinde gewählt. 1866 lehnte er einen Ruf an das Berliner Rabbinat ab. An rabbinischen Versammlungen in Kassel (1868) und Leipzig (1869) vertrat er eine gemäßigte Reformbewegung im Judentum im Gegensatz zu Geigers radikalen Ansichten und trat für eine Erhaltung des jüdischen Charakters des Synagogengottesdienstes sowie für Respekt vor der historischen Vergangenheit ein. Gemeinsam mit seinem orthodoxen Kollegen Gedalja Tiktin weihte er 1872 die Neue Breslauer Synagoge am Anger 8 ein. Bis zu seinem Tod 1890 blieb er wissenschaftspublizistisch tätig.

## Werke
Er veröffentlichte:
- Die Religionsphilosophie des Maimonides. Breslau 1859, 49 Seiten, zweite, unveränderte Ausgabe: Skutsch, Breslau 1877, 100 Seiten (Digitalisat).
- Über den wissenschaftlichen Einfluss des Judenthums auf die nichtjüdische Welt. Vortrag, Breslau 1861, 54 Seiten (Digitalisat).
- Lewi ben Gerson (Gersonides) als Religionsphilosoph. Ein Beitrag zur Geschichte der Philosophie und der philosophischen Exegese des Mittelalters. Skutsch, Breslau 1862, 105 Seiten (Digitalisat).
- Verhältniss Alberts des Großen zu Moses Maimonides. Ein Beitrag zur Geschichte der mittelalterlichen Philosophie. Breslau 1863,
- Don Chasdai Creskas religionsphilosophische Lehren in ihrem geschichtlichen Einflusse dargestellt. Breslau 1866, 63 Seiten.
- Spinoza’s theologisch-politischer Tractat, auf seine Quellen geprüft. Breslau 1870, 76 Seiten.
- Zur Genesis der Lehre Spinoza’s. Breslau 1871, 74 Seiten.

Diese Schriften wurden mit verschiedenen Abhandlungen gesammelt als Beiträge zur Geschichte der Philosophie (Skutsch, Breslau 1876, zwei Bände) herausgegeben, eine reprographische Ausgabe erschien 1978 (Gerstenberg, Hildesheim, ISBN 3-8067-0730-8).
Von späteren Schriften sind zu nennen:
- Notizen zum Buch Daniel. Etwas über die Bücher Sifra und Sifre. Breslau 1873.
- Religiös-philosophische Zeitfragen. Breslau 1876.
- Gutachten über den Talmud. 1877.
- Blicke in die Religionsgeschichte. 1880–83, zwei Bände.

Im Berliner Antisemitismusstreit zwischen 1879 und 1881 nahm er als erster jüdischer Akademiker Stellung gegen die Schriften des Historikers Heinrich von Treitschke.
Er leistete Pionierarbeit in der Untersuchung der jüdischen Quellen des Theologisch-Politischen Traktats von Baruch de Spinoza.